# الدوري الإسباني الدرجة الثانية 1932–33
دوري الدرجة الثانية الإسباني 1932–33 (بالإسبانية: Segunda División de España 1932-33)‏ هو الموسم 5 من دوري الدرجة الثانية الإسباني. أشرف على تنظيمه الاتحاد الملكي الإسباني لكرة القدم، وكان عدد الأندية المشاركة فيه 10، وفاز فيه ريال أوفييدو.